# Basilika St-Pierre-Fourier

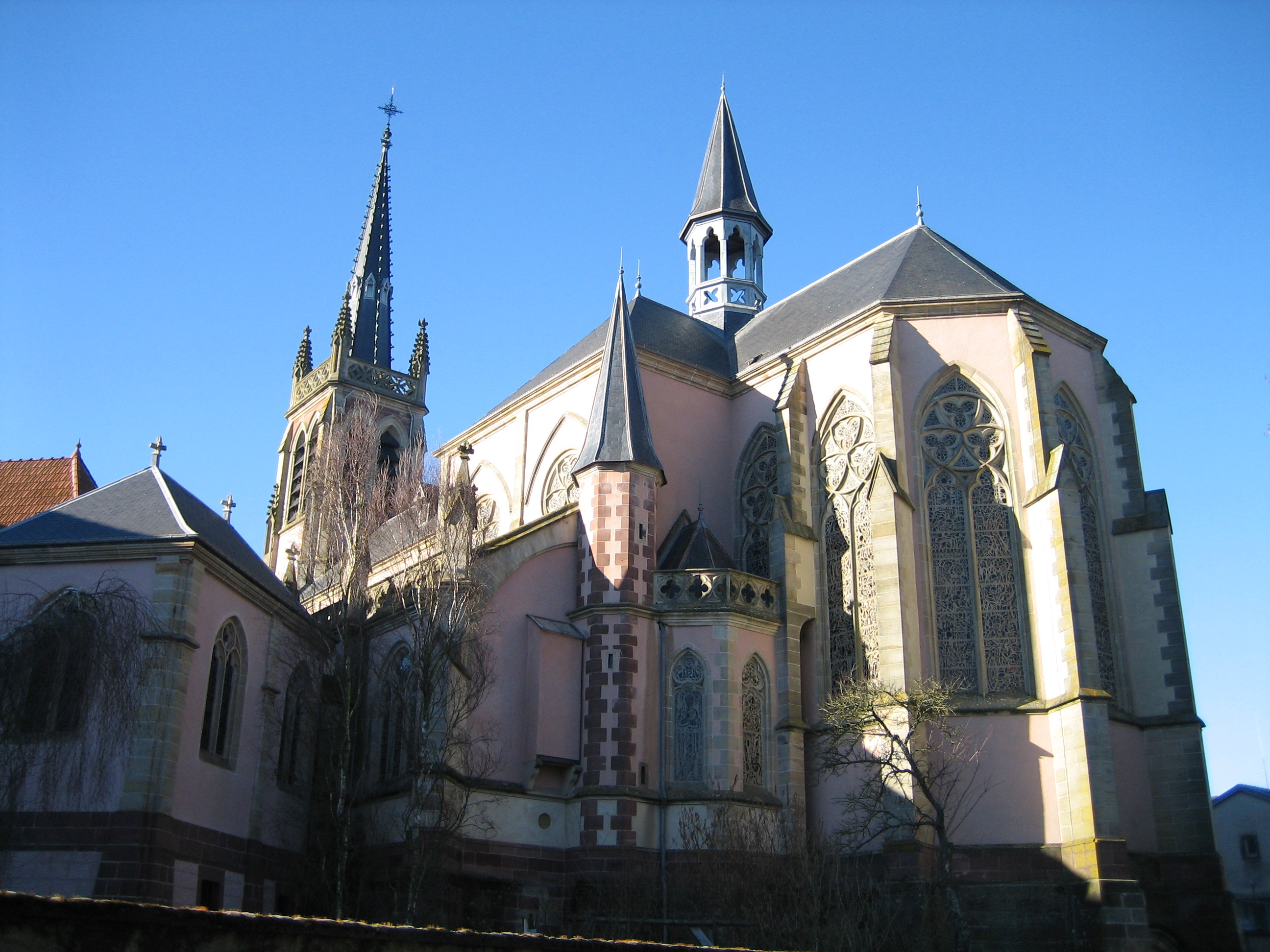
Basilika Saint-Pierre-Fourier

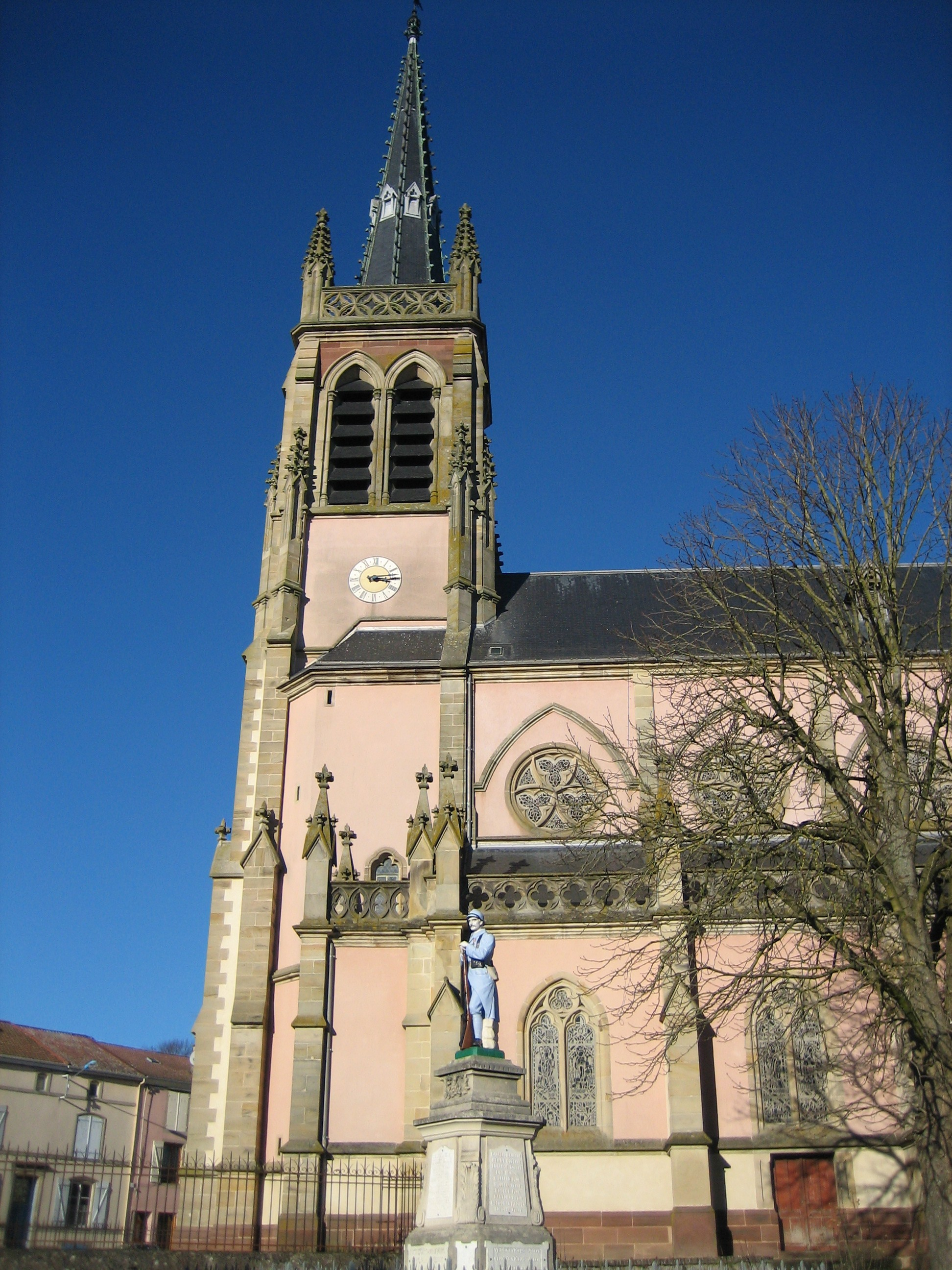
Glockenturm

Die Basilika Saint-Pierre-Fourier ist eine Kirche in Mattaincourt in der französischen Region Grand Est. Die Kirche des Bistums Saint-Dié ist dem hl. Pierre Fourier gewidmet, dem langjährigen Pfarrer der Gemeinde, und trägt den Titel einer Basilica minor. Die neugotische Kirche in den Vogesen wurde Mitte des 19. Jahrhunderts errichtet und 1984 zum Monument historique erklärt.

## Geschichte
Als 1842 Pläne zur Heiligsprechung des bereits 1730 seliggesprochenen Pierre Fourier (1565–1640) aktueller wurden, erwirkte Pfarrer Charles Hadol aus diesem Anlass den vergrößerten Neubau der Kirche, in der der künftige Heilige gewirkt hatte. Die alte Kirche, die 240 Plätze bot, konnte eine Bevölkerung von fast 1100 Einwohnern nicht aufnehmen. Der neugotische Bau erfolgte von 1846 bis 1856 durch den Architekten Louis-Auguste Boileau, der ein früher Vertreter dieses Stils in Frankreich war. Papst Leo XIII. erhob die Kirche 1897 in den Rang einer Basilica minor. Die Basilika steht einschließlich Sakristei und Chor seit dem 21. Dezember 1984 unter Denkmalschutz.

## Architektur
Der quadratische Glockenturm trägt einen achteckigen Helm. In Mattaincourt wie in Épinal gibt es ein zweigeschossiges Querschiff, ein äußerst seltenes Beispiel in Frankreich, das besonders bei Balustrade und Säulen in identischer Weise erstellt wurde. Die Abstammung ist auch auf der Höhe des Apsis zu erkennen, mit den an den gleichen Stellen platzierten Treppentürmen und den polygonalen Absidiolen, die mit einer Balustrade gekrönt sind, wobei diese Hinweise die Mattaincourt-Basilika in die Reihe der Gebäude der „ursprünglichen Neugotik“ einordnen.

## Ausstattung
Vor dem Altar blieb die Grabplatte des ehemaligen Grabes von Pierre Fourier erhalten, der dort bis 1732 ruhte. Auf dem Grabstein ist er in Chorkleidung und segnend dargestellt. Man bemerkt das gesamte Mobiliar aus modelliertem Gusseisen aus dem 19. Jahrhundert und die sehr schönen modernen Glasfenster aus Glasplatten aus der Werkstatt Gabriel Loire in Chartres. Sie ersetzen die von 1853, die durch die Explosionen, die 1940 und 1944 die Madon-Brücke sprengten, zerstört wurden. Diese Glasfenster stellen Szenen aus dem Leben des Heiligen dar, die von unten nach oben gelesen werden können. Links neben dem Chor befindet sich die Kapelle der seligen Alix Le Clerc, rechts die Kapelle mit den Reliquien von Pierre Fourier. Der dort stehende, vergoldete Holzschrein wurde 1730 von der Herzogin Élisabeth Charlotte d’Orléans für die Seligsprechung gestiftet. Das Fenster in dieser Kapelle erinnert an einige Klöster der Kongregation.